# Памятник генералу Михаилу Скобелеву (Москва)
Это статья о новом памятнике. О старом см. памятник генералу Скобелеву (Москва).
Памятник генералу Михаилу Дмитриевичу Скобелеву — памятник, установленный в городе Москве в 2014 году, посвящённый памяти русского военачальника, героя русско-турецкой войны 1877—1878 годов, генерала от инфантерии Михаила Дмитриевича Скобелева.

## О памятнике
Проект установки памятника генералу Скобелеву в Москве взамен уничтоженного при Советской власти родился ещё в 2007 году, тогда же мэрия Москвы провела конкурс на лучший эскиз, однако тогда из-за нехватки средств проект реализовать не удалось. Несколько лет спустя Российское военно-историческое общество организовало сбор народных пожертвований на установку памятника.
Автором монумента является народный художник Российской Федерации Александр Рукавишников. Скульптурный памятник представляет собой Скобелева, сидящего на коне с обнажённой шашкой в руке. Общая высота памятника вместе с гранитным пьедесталом составляет восемь метров. Местом его установки был избран проспект Вернадского в Москве, около Военной академии Генерального штаба Вооружённых Сил.
Памятник был торжественно открыт 9 декабря 2014 года. В церемонии открытия приняли участие Руководитель Администрации Президента Российской Федерации Сергей Иванов, министр культуры Российской Федерации, председатель Российского военно-исторического общества Владимир Мединский, президент международного Скобелевского комитета, дважды Герой Советского Союза космонавт Алексей Леонов и председатель Центральной избирательной комиссии Владимир Чуров.